# قوانین اسکان کشاورزان

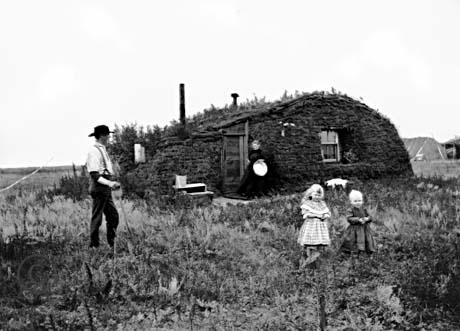
کشاورزان مهاجر نروژی در داکوتای شمالی، ۱۸۹۸.

قوانین اسکان کشاورزان (انگلیسی: Homestead Acts) قوانین متعددی در ایالات متحده بودند که به موجب آنها متقاضی می‌توانست مالکیت یک زمین بایر دولتی یا اراضی بایر در مالکیت عمومی، به‌ویژه در غرب وحشی، را به دست آورد. به این قطعه‌های زمین که برای کشاورزی اعطا می‌شد و سپس مهاجران در آن‌ها مزرعه و خانه می‌ساختند، کشاورزخانه (Homestead) گفته می‌شود. بر پایه این قوانین، در مجموع، بیش از ۱۶۰ میلیون جریب (۶۵۰ هزار کیلومتر مربع؛ ۲۵۰ هزار مایل مربع) از اراضی ملی، یا نزدیک به ۱۰ درصد از مساحت کل ایالات متحده، به ۱٫۶ میلیون خانه‌دار به‌طور رایگان واگذار شد. بیشتر این کشاورزخانه‌ها در غرب رود می‌سی‌سی‌پی قرار داشتند. 
قوانین اسکان کشاورزان بخشی از سیاست شمالی‌ها در جنگ داخلی آمریکا بود که می‌خواستند کشاورزان فردی، مالک و مدیر مزارع نسبتاً کوچک خود باشند، در مقابل برده‌داران جنوبی که می‌خواستند زمین‌های بزرگی را خریداری کرده و از نیروی کار برده در آنها استفاده کنند. جنوبی‌ها با قوانین اسکان کشاورزان که به گسترش سکونت کشاورزان سفیدپوست آزاد و غیربرده‌دار می‌انجامید، مخالفت داشتند.